# Вулиця Рубінова (Львів)
Вулиця Рубінова — вулиця у Шевченківському районі міста Львів, місцевість Збоїща. Пролягає від вулиці Творчої до вулиці Купальської. Прилучається вулиця Збоїща.

## Історія та забудова
Вулиця виникла у складі селища Збоїща, мала назву вулиця Шевченка, на честь українського поета і громадського діяча Тараса Шевченка. У 1958 році, після приєднання Збоїщ до Львова, отримала сучасну назву.
Має типову для даної місцевості одноповерхову садибну забудову. 